# Stjerner fra fødsel til genfødsel
Stjerneudvikling er en proces hvor en stjerne gennemgår en sekvens af radikale ændringer i løbet af sin levetid.

## Oversigt
Stjerner opstår ikke fuldt færdige.
Stjerner dannes gennem en langsom (astronomisk set meget hurtig) proces dybt inde i interstellare gas- og støvskyer. Alt efter størrelsen af den masse, som "klumper" sammen i skyen, følger de nye stjerner (ikke at forveksle med stella nova, en stjerne i udbrud, eller ved den endegyldige afslutning af sit livsløb) nogenlunde ensartede, men på nogle punkter alligevel meget forskellige "baner".
Alt efter deres masse og kemiske sammensætning kan nydannede stjerner blive superkæmper, kæmper, metalfattige underkæmper eller indtræde på hovedserien sammen med ca. 98% af alle andre stjerner. De såkaldte brune dværge er ikke rigtige stjerner, idet de har for lille masse – og dermed utilstrækkelig temperatur og tryk i kernen – til at kunne fusionere Brint.
Efter et livsløb af en længde, som varierer dramatisk med stjernens masse og kemiske sammensætning (fra mindre end 1 million til flere hundrede milliarder år), ender den som enten en hvid dværg, en neutronstjerne, et sort hul eller – i det mest dramatiske tilfælde – blot en interstellar gas- og støvsky. Alle stjerners "dødsfald" danner desuden – i nogle tilfælde udelukkende – en større eller mindre mængde gas og støv, som indgår til genbrug i en interstellar gas- og støvsky, en genfødsel.

## Forskellige stjernetypers karakteristika
Note: Alle data er omtrentlige. De er statistiske gennemsnit, som revideres løbende i takt med, at vor viden øges.

Specielt temperatur og lysstyrke ændres ofte, idet data er afhængig af stjernens afstand, hvor målingerne konstant forfines med brug af stadig bedre astronomiske instrumenter, metoder og satellitter. Selv data for den nærmeste af alle stjerner – Solen – har en (meget lille) fejlmargin. Alle data er fra 2007 august
Forklaring til tabellerne:
MK-Spkt = MK-spektralklasse.

Teff = effektiv overfladetemperatur i K.

x {\displaystyle L_{\odot }} = lysstyrke i forhold til Solen.

x {\displaystyle M_{\odot }} = masse, målt i solmasser.

x {\displaystyle R_{\odot }} = radius, målt i solradier.

Mv = absolut visuel lysstyrke.

Mbol = bolometrisk lysstyrke.

ρ = gennemsnitlig massefylde

Levetid = stjernens omtrentlige levetid i millioner år

Rel.% = pt. kendt relativ forekomst i procent af alle kendte stjerner i Mælkevejen

Et ? (spørgsmålstegn) foran et tal indikerer ekstra usikkerhed.
Tabel 1. Hovedseriestjerner
| MK-Spkt | Teff K | x {\displaystyle L_{\odot }} | x {\displaystyle M_{\odot }} | x {\displaystyle R_{\odot }} | Mv    | Mbol  | ρ     | Levetid   | Rel.%   |
| O5V     | 42.000 | 499.000                      | 60                           | 13,4                         | -5,10 | -9,51 | 0,035 | 1         | 0,00002 |
| B0V     | 30.000 | 32.500                       | 17,5                         | 6,7                          | -3,40 | -6,54 | 0,082 | 10        | 0,01    |
| B5V     | 15.200 | 480                          | 5,9                          | 3,2                          | -0,50 | -1,96 | 0,254 | 100       | 0,01    |
| A0V     | 9.800  | 39,4                         | 2,9                          | 2,2                          | +1,10 | +0,75 | 0,384 | 500       | 1       |
| A5V     | 8.190  | 12,3                         | 2                            | 1,8                          | +2,20 | +2,02 | 0,484 | 1.000     | 1       |
| F0V     | 7.300  | 5,21                         | 1,6                          | 1,4                          | +3,00 | +2,95 | 0,823 | 2.000     | 3       |
| F5V     | 6.650  | 2,56                         | 1,4                          | 1,2                          | +3,90 | +3,72 | 1,141 | 4.000     | 3       |
| G0V     | 5.940  | 1,25                         | 1,05                         | 1,06                         | +4,70 | +4,50 | 1,244 | 10.000    | 9       |
| Sol G2V | 5.777  | 1,0                          | 1,0                          | 1,0                          | +4,82 | +4,74 | 1,411 | 12.000    | 9       |
| G5V     | 5.400  | 0,79                         | 0,92                         | 0,9                          | +5,05 | +4,90 | ? 1,7 | 15.000    | 9       |
| K0V     | 5.150  | 0,552                        | 0,79                         | 0,93                         | +5,70 | +5,39 | 1,582 | 75.000    | 14      |
| K5V     | 4.410  | 0,216                        | 0,67                         | 0,8                          | +7,10 | +6,40 | 1,847 | 30.000    | 14      |
| M0V     | 3.840  | 0,077                        | 0,51                         | 0,63                         | +8,90 | +7,52 | ? 2,9 | 75.000    | 78      |
| M5V     | 3.170  | 0,0076                       | 0,21                         | 0,29                         | +12,8 | +10,1 | 12,15 | 200.000   | 78      |
| L0V     | 1.500  | 0,0008                       | 0,11                         | 0,22                         | +14,7 | +11,3 | 14,58 | > 200.000 | ≈ 0     |
| S0V     | 1.000  | 0,000005                     | 0,08                         | 0,15                         | > +15 | > +12 | 33,46 | > 200.000 | ≈ 0     |

Noter til tabel 1.

O-stjerner er meget sjældne, blot 1 ud af ca. 5.000.000 stjerner er af spektralklasse O!

Data er et gennemsnit af stjernerne over hele hovedseriens tykkelse.
Tabel 2. Kæmpestjerner
| MK-Spkt | Teff K | x {\displaystyle L_{\odot }} | x {\displaystyle M_{\odot }} | x {\displaystyle R_{\odot }} | Mv    | Mbol  | ρ        |
| O5III   | 39.400 | 741.000                      |                              | 18,5                         | -5,9  | -9,94 | Rho      |
| B0III   | 29.200 | 84.700                       | 20                           | 11,4                         | -4,7  | -7,58 | 0,019    |
| B5III   | 15.100 | 2.080                        | 7                            | 6,7                          | -2,3  | -3,56 | 0,033    |
| A0III   | 10.200 | 169                          | 4                            | 4,1                          | -0,4  | -0,83 | 0,082    |
| A5III   | 8.550  | 52                           |                              | 3,3                          | +0,6  | +0,44 | Rho      |
| F0III   | 7.400  | 27                           |                              | +3,2                         | +1,30 | 1,17  | Rho      |
| F5III   | 6.410  | 22                           |                              | 3,8                          | +1,5  | +1,37 | Rho      |
| G0III   | 5.470  | 29                           | 1                            | 6,0                          | +1,3  | +1,10 | 0,007    |
| K0III   | 4.660  | 50                           | 1,1                          | 10,9                         | +1,0  | +0,48 | 0,0012   |
| K5III   | 4.050  | 110                          | 1,2                          | 21,4                         | +0,7  | -0,36 | 0,00017  |
| M0III   | 3.690  | 256                          | 1,2                          | 39,3                         | +0,0  | -1,28 | 0,000028 |
| M5III   | 3.380  | 1100                         |                              | 96,7                         | -0,4  | -2,86 | Rho      |

Noter til tabel 2.

Ordet "Rho" i kolonnen for gennemsnitlig massefylde indikerer, at denne ikke kan beregnes med blot nogen sikkerhed.
Tabel 3. Superkæmpestjerner
| MK-Spkt | Teff K   | x {\displaystyle L_{\odot }} | x {\displaystyle M_{\odot }} | x {\displaystyle R_{\odot }} | Mv   | Mbol  | ρ            |
| Wx      | > 60.000 | 1.000.000                    | > 40                         | ≈ 20                         | Mv   | Mb    | Rho          |
| O5Iab   | 40.900   | 1.140.000                    | 70                           | 21,2                         | -6,5 | -10,4 | 0,01037      |
| B0Iab   | 26.200   | 429.000                      | 25                           | 31,7                         | -6,9 | -9,3  | 0,00111      |
| B5Iab   | 13.600   | 79.100                       | 20                           | 51,1                         | -6,6 | -7,5  | 0,00021      |
| A0Iab   | 9.980    | 37.500                       | 16                           | 64,9                         | -6,3 | -6,7  | 0,000083     |
| A5Iab   | 8.610    | 30.500                       | 13                           | 78,6                         | -6,3 | -6,5  | 0,000038     |
| F0Iab   | 7.460    | 28.800                       | 12                           | 102                          | -6,4 | -6,4  | 0,000016     |
| F5Iab   | 6.370    | 29.100                       | 10                           | 140                          | -6,4 | -6,4  | 0,000005     |
| G0Iab   | 5.370    | 30.300                       | 10                           | 202                          | -6,3 | -6,5  | 0,0000017    |
| G5Iab   | 5.200    | 32.400                       | 12                           | 130                          | -6,5 | -6,1  | 0,0000077    |
| K0Iab   | 4.550    | 33.100                       | 13                           | 293                          | -6,1 | -6,6  | 0,00000073   |
| K5Iab   | 3.330    | 39.200                       | 13                           | 415                          | -5,7 | -6,7  | 0,00000026   |
| M0Iab   | 3.620    | 51.900                       | 13                           | 580                          | -7,1 | -5,6  | 0,000000094  |
| M5Iab   | 2.880    | 165.000                      | 24                           | 1.640                        | -4,8 | -8,3  | 0,0000000077 |

Noter til tabel 3.

For superkæmpestjerner er der betydelig usikkerhed om specielt de omtrentlige levetid og relativ forekomst.

Kun et fåtal er kendt, og deres afstande er for det meste meget upræcist målte, idet de kan ses tværs gennem galaksen og er derfor for fjerne til at man kan måle parallakser med god præcision.
Bemærk hvorledes den gennemsnitlig massefylde for de orange og røde superkæmper viser, at deres stof er tyndere end det tyndeste vakuum, vi kan skabe i laboratorier på Jorden.

## Stjerners livsløb
SE også Hertzsprung-Russell-diagrammet og Spektralklasse

### Stjerners fødsel

#### Stjernefoster i en interstellar gas- og støvsky

##### Hayashisporet
Hayashisporet (Hayashi Track)

#### Protostjerner

##### T-Tauristjerne
Tekst mangler, hjælp os med at skrive teksten

#### Herbig-Haro objekt

##### P Cygnistjerne
Tekst mangler, hjælp os med at skrive teksten

##### FU Orionisstjerne
Tekst mangler, hjælp os med at skrive teksten

### Livsløb for forskellige typer stjerner

#### Stjernetype Ia-0 – overmåde massiv, stærktlysende superkæmpe
Tekst mangler, hjælp os med at skrive teksten

#### Stjernetype Ia – massiv lysstærk superkæmpe
Tekst mangler, hjælp os med at skrive teksten

#### Stjernetype Ib – mindre lysende superkæmpe
Tekst mangler, hjælp os med at skrive teksten

#### Stjernetype II – klartlysende kæmpestjerne
Tekst mangler, hjælp os med at skrive teksten

#### Stjernetype III – normal kæmpestjerne
Tekst mangler, hjælp os med at skrive teksten

#### Stjernetype IV – underkæmpe
Tekst mangler, hjælp os med at skrive teksten

#### Stjernetype V – hovedseriestjerne
Tekst mangler, hjælp os med at skrive teksten

#### Stjernetype VI – metalfattig underdværg
Tekst mangler, hjælp os med at skrive teksten

### Stjerners død

#### Alle stjerner slutter i en interstellar gas- og støvsky + det løse

##### Vejen går via core collapse supernova
Stjerner med en masse på mere end 7-8 gange Solens ender som kerne-sammenbrud (core collapse) supernova af typerne Ib, Ic, II, IIL, IIP og IIn. Som rest efter en core collaps supernovas detonation bliver enten en neutronstjerne eller et sort hul, og desuden en supernovarest.
En præcis grænse for, hvornår massen medfører kerne-sammenbrud, kan ikke angives, idet den er afhængig af forskellige, individuelle forhold, med hovedvægt på den bestemte stjernes kemiske sammensætning.

##### Neutronstjerne
Tekst mangler, hjælp os med at skrive teksten

##### Sort hul
Tekst mangler, hjælp os med at skrive teksten

#### Mindre massive stjerner ender som hvide dværge

##### Stjernetype D – hvid dværg
Tekst mangler, hjælp os med at skrive teksten

##### Når det går helt galt for den hvide dværg
Binært eller multipelt system
Supernova type Ia
Som rest efter en hvid dværgs detonation eller conflagration bliver kun en gas- og støvsky.

#### Genbrug
Tekst mangler, hjælp os med at skrive teksten